# یورگن اشرت
یورگن اشرت (انگلیسی: Jürgen Eschert؛ زادهٔ ۲۴ اوت ۱۹۴۱) قایقران کانو اهل آلمان بود.
وی در مسابقات کشوری و بین‌المللی در مجموع برندهٔ ۱ مدال طلا، ۱ مدال برنز شده‌است.